# Ерік Вальнес
Ерік Вальнес (норв. Eric Valnes) — норвезький лижник, чемпіон світу та призер чемпіонату світу. 
Золоту медаль чемпіона світу Вальнес виборов разом із Йоганнесом Гесфлотом Клебу в командному спринті вільним стилем на світовій першості 2021 року, що проходила в німецькому Оберстдорфі. В особистому спринті класичним стилем він фінішував другим, позаду свого партнера з командного спринту. 
Раніше,   у 2018 та 2019 роках, Вальнес виборов дві золоті медалі в спринті на світових першостях серед лижників віком до 23 років.

## Виступи на Олімпійських іграх
- 4 медалі - (4 золоті)

| Рік  | Вік | 15 км | Скіатлон 15 км | 50 км мас-старт | Спринт | Естафета 4 × 5 км | Команднй спринт |
| ---- | --- | ----- | -------------- | --------------- | ------ | ----------------- | --------------- |
| 2022 | 25  | 15    | —              | —               | 11     | —                 | Золото          |